# 132

132(백삼십이)는 131보다 크고 133보다 작은 자연수다.

## 수학
- 합성수로, 그 약수는 총 12개다. (1, 2, 3, 4, 6, 11, 12, 22, 33, 44, 66, 132)
  - 132의 진약수의 합은 204이므로, 132는 과잉수다.
- 6번째 카탈랑 수다. 앞의 카탈랑 수는 42, 다음은 429다.
- {\displaystyle 132=13+17+19+23+29+31}
  - 연속하는 소수(素數) 6개의 합으로 나타낼 수 있으며, 이 성질을 지닌 앞의 수는 112, 다음 수는 156이다.
- {\displaystyle 132=11\times 12}
  - 연속하는 두 자연수의 곱으로 나타낼 수 있으며, 이 성질을 지닌 앞의 수는 110, 다음 수는 156이다.
- {\displaystyle 23^{2}-1}은 132로 나누어떨어진다.

## 교통

### 철도
- 수도권 전철 1호선 시청역의 역번호.
- 부산 도시철도 1호선 남산역의 역번호.
- 대구 도시철도 1호선 대구역의 역번호.

### 도로
- 일본 132번 국도: 가나가와현 가와사키시 가와사키구의 가와사키항(일본어판)에서 미야마에정 교차로까지 이어지는 일본의 국도.
- 현도 제132호선

## 군사
- U-132(영어판, 독일어판): 제2차 세계 대전에 사용된 나치 독일의 군용 잠수함. 제1차 세계 대전에 사용될 예정이던 동명의 모델도 있었으나, 완성되지 못했다.

## 문화유산
- 대한민국의 국보 제132호: 징비록
- 대한민국의 보물 제132호: 구례 화엄사 동 오층석탑
- 대한민국의 사적 제132호: 강화산성

## 방송
- 스카이라이프의 UMAX 채널 번호.
- 지니 TV의 생활체육TV 채널 번호.
- B tv의 채널J 채널 번호.
- U+ TV의 브레인TV 채널 번호.
- LG헬로비전의 TV아시아 플러스 채널 번호.
- B tv 케이블의 위라이크 채널 번호.

## 기타
- 연도: 132년, 기원전 132년